# Buikholte
De buikholte of cavitas abdominis is de holte van het menselijk lichaam (en andere dierlijke organismen) die het grootste deel van de ingewanden bevat. De buikholte ligt onder de borstholte. De buikholte (en het oppervlak van de inliggende organen) wordt bekleed door het peritoneum.
De organen van de buikholte: 
- maag;
- lever met galblaas;
- milt;
- dunne darm;
- dikke darm;
- eierstokken bij de vrouw;
- urineblaas.

De nieren liggen niet in de buikholte maar erachter, evenals de alvleesklier, de Twaalfvingerige darm en de baarmoeder. De eierstokken liggen wel in de buikholte.
Bij planteneters is de buikholte groter dan bij vleeseters vanwege een langer spijsverteringskanaal. Dit komt doordat het verteren van planten meer moeite kost dan het verteren van vlees.
skelet ·  spierstelsel ·  spijsverteringsstelsel ·  ademhalingsstelsel ·  borstholte ·  urinewegstelsel ·  voortplantingssysteem ·  endocrien systeem ·  hart en vaatstelsel ·  lymfevatenstelsel ·  zenuwstelsel ·  zintuigen ·  huid